# Hancha
Hancha, hanja (한자, 漢字; dosł. „znaki Han”) lub Hanmun (한문; 漢文), czasami tłumaczone jako „znaki sinokoreańskie” – koreańska nazwa dla znaków chińskich. Dokładnie rzecz biorąc, nazwa ta tyczy się tylko tych znaków, które zostały zapożyczone do języka koreańskiego, a ich wymowa dopasowana do wymowy koreańskiej. W przeciwieństwie do japońskich kanji, znaki hancha nie były modyfikowane i zachowały wygląd podobny do tradycyjnych znaków chińskich.

## Historia
Hancha zyskała wielką popularność w Korei dzięki szybko rozprzestrzeniającemu się buddyzmowi. Jednakże to nie teksty religijne były głównym źródłem wiedzy o znakach, ale Cheonjamun (Księga tysiąca znaków). Hancha była jedynym systemem pisma aż do czasu, kiedy król Sejong Wielki wprowadził w XV wieku hangul. Jednakże wraz z wprowadzeniem hangula nie zaprzestano nauczania starego systemu. Przed zaprojektowaniem hangula próbowano bezskutecznie wprowadzać systemy Hyangchal (향찰; 鄕札), Gugyeol (口訣) i Idu (이두; 吏讀).
Oficjalnie od 1949 roku pisma hancha nie stosuje się w Korei Północnej. W Korei Południowej jego użycie zanikło i zostało ono zastąpione przez hangul.

## Nauka
Hancha jest cały czas nauczana w szkołach średnich w Korei Południowej w trakcie nieobowiązkowych kursów. Edukacja zaczyna się na poziomie klasy 7 (w gimnazjum) i trwa aż do ukończenia szkoły średniej w klasie 12. W gimnazjum uczy się 900 znaków, kolejne 900 w szkole średniej. Kolejnych znaków naucza się na uniwersytetach.

## Wymowa
Wymowa znaków hancha nie jest identyczna z ich chińskimi odpowiednikami. Przykładowo, 印刷 („druk, drukowanie”) w dialekcie mandaryńskim języka chińskiego wymawia się yìnshuā, zaś w języku koreańskim inswae (인쇄). 女 („kobieta”) w mandaryńskim to nǚ, w koreańskim yeoja (여자) (w dialektach południowokoreańskich, gdy znak 女 stoi na początku zdania, wymawia się go jako yeo (여) ze względu na zanik spółgłoski „n” poprzedzającej „i” lub „y”). W innych przypadkach wymowa jest ta sama. Kolejnym przykładem znaku mającego zmienną wymowę jest 龍 („smok”) o chińskiej wymowie lóng, który w języku koreańskim wypowiadany jest jako ryong (룡), o ile słowo nie stoi na pozycji początkowej zdania, bądź yong, gdy je rozpoczyna.

## Słownictwo
Poniższa tabela przedstawia różnice pomiędzy słowami koreańskimi a chińskimi.
| Polski           | Chiński                             | Koreański (hancha) | Koreański (hangul) |
| ---------------- | ----------------------------------- | ------------------ | ------------------ |
| list             | 信 (xìn)                            | 片紙               | 편지 (pyeonji)     |
| chusteczka       | 草紙 (cǎozhǐ)                       | 休紙               | 휴지 (hyuji)       |
| prezent          | 贈品 (zèngpǐn)                      | 膳物               | 선물 (seonmul)     |
| rachunek         | 帳單 (zhàngdān)                     | 外上               | 외상 (oesang)      |
| stół kuchenny    | 餐桌 (cānzhuō)                      | 食卓               | 식탁 (siktak)      |
| czek             | 支票 (zhīpiào)                      | 手票               | 수표 (supyo)       |
| wizytówka        | 名片 lub 咭片 (míngpiàn lub jīpiàn) | 名啣               | 명함 (myeongham)   |
| pokojówka        | 女傭 (nǚyōng)                       | 食母               | 식모 (singmo)      |
| odwołać, zakazać | 取締 (qǔdì)                         | 休止               | 휴지 (hyuji)       |
| uczyć            | 學習 (xuéxí)                        | 工夫               | 공부 (gongbu)      |
| bardzo           | 非常 (fēicháng)                     | 大端               | 대단 (daedan)      |
| więzień          | 囚犯 (qiúfàn)                       | 囚徒               | 수도 (sudo)        |

Czasami słowa chińskie i koreańskie zbudowane są z tych samych znaków, ale ich kolejność jest zamieniona.
| Polski    | Chiński             | Koreański (hancha) | Koreański (hangul) |
| --------- | ------------------- | ------------------ | ------------------ |
| południe* | 正午 (zhèngwǔ)      | 午正               | 오정 (ojeong)      |
| kompas    | 羅盤針 (zuópánzhēn) | 羅針盤             | 나침반 (nachimban) |

* Kolejność taka, jak w języku chińskim (jeong-o), jest także często spotykana w języku koreańskim.
Niektóre sinokoreańskie słowa zaczerpnięte zostały z odczytania kun japońskich znaków kanji.
| Polski               | Japoński   | Koreański (hancha) | Koreański (hangul) | Chińska wymowa wyrazu koreańskiego | Chiński              |
| -------------------- | ---------- | ------------------ | ------------------ | ---------------------------------- | -------------------- |
| Aikido               | 合気道     | 合氣道             | 합기도             | 合氣道                             | 合氣道               |
| Aikido               | aikidō     | habgido            | habgido            | héqìdào                            | héqìdào              |
| zbierać, organizować | 組み立て   | 組立               | 조립               | 組立                               | 組裝 lub 組合        |
| zbierać, organizować | kumitate   | jolip              | jolip              | zǔlì                               | zǔzhuāng lub zǔhé    |
| wyprzedaż            | 大売出し   | 大賣出             | 대매출             | 大賣出                             | 大拍賣               |
| wyprzedaż            | ōuridashi  | daemaechul         | daemaechul         | dàmàichū                           | dàpāimài             |
| budynek              | 建物       | 建物               | 건물               | 建物                               | 建築物 lub 建物      |
| budynek              | tatemono   | geonmul            | geonmul            | jiànwù                             | jiànzhúwù lub jiànwù |
| szacowanie           | 見積もり   | 見積               | 견적               | 見積                               | 估算                 |
| szacowanie           | mitsumori  | gyeonjeog          | gyeonjeog          | jiànjī                             | gūsuàn               |
| akcje (giełdowe)     | 株式       | 株式               | 주식               | 株式                               | 股份                 |
| akcje (giełdowe)     | kabushiki  | jusig              | jusig              | zhūshì                             | gǔfèn                |
| mecz                 | 試合       | 試合               | 시합               | 試合                               | 比賽                 |
| mecz                 | shiai      | sihab              | sihab              | shìhé                              | bǐsài                |
| procedura, proces    | 手続き     | 手續               | 수속               | 手續                               | 程序                 |
| procedura, proces    | tetsudzuki | susog              | susog              | shǒuxù                             | chéngxù              |